# Tonatiuh Gutiérrez
Tonatiuh Gutiérrez, all'anagrafe Tonatiuh Gutiérrez Olguin  (Città del Messico, 20 novembre 1929 – 2000), è stato un nuotatore messicano.
Ha gareggiato ai Giochi di Londra 1948 nei 100 metri dorso maschile, e nei 1500m sl e nella Staffetta 4x200m sl ai Giochi di Helsinki 1952.